# Rick Wamsley
Richard James "Rick" Wamsley, född 25 maj 1959, är en kanadensisk före detta professionell ishockeymålvakt som tillbringade 13 säsonger i den nordamerikanska ishockeyligan National Hockey League (NHL), där han spelade för Montreal Canadiens, St. Louis Blues, Calgary Flames och Toronto Maple Leafs. Han släppte in i genomsnitt 3,34 mål per match och hade tolv nollor (match utan insläppt mål) på 407 grundspelsmatcher.
Wamsley spelade också för Nova Scotia Voyageurs och St. John's Maple Leafs i American Hockey League (AHL) och St. Catharines Fincups, Hamilton Fincups och Brantford Alexanders i Ontario Major Junior Hockey League (OMJHL).
Han vann William M. Jennings Trophy, tillsammans med Denis Herron, för säsongen 1981–1982. Wamsley vann också Stanley Cup för säsongen 1988–1989.
Wamsley draftades av Montreal Canadiens i tredje rundan i 1979 års draft som 58:e spelare totalt.
Efter den aktiva spelarkarriären har han haft olika roller i Toronto Maple Leafs, Barrie Colts, Columbus Blue Jackets, St. Louis Blues, Peoria Rivermen och Ottawa Senators.